# Теорія використання та задоволення
Теорія використання та задоволення (англ. Uses and gratifications theory) — підхід до вивчення масових комунікацій, який ставить у центр дослідження аудиторію медіа, а не засоби. На відміну від інших теоретичних напрямків у цій галузі, центральне питання яких можна охарактеризувати як «Що засоби медіа роблять із людиною?», теорія використання та задоволення (далі — ТВЗ) цікавиться питанням «Що людина робить із засобами медіа?»
ТВЗ є частиною дослідження комунікацій, причому зосереджується саме на масових комунікаціях. Обґрунтування теорії знаходиться на стику соціологічного та психологічного знання. Основні дослідницькі питання, що ставить перед собою ТВЗ, є: чому люди користуються тими чи іншими засобами медіа; як саме вони ними користуються; які потреби людини та яким чином задовольняються у результаті користування медіа?

## Основні положення теорії
У сучасному вигляді теорія використання та задоволення спирається на п'ять основних припущень:
- Комунікативна поведінка людини (в тому числі вибір та користування засобами медіа) є цілеспрямованою,
 навмисною та мотивованою. Люди є відносно активними учасниками взаємодії із медіа контентом. Такий тип поведінки впливає як на окремих людей,
 так і на цілі спільноти.

- Аудиторія медіа різниться у своїй активності у виборі та використанні засобів медіа. Замість того, щоб
 бути використаними засобами медіа, люди самі їх використовують за задоволення власних бажань та потреб[4].

- Існують соціально-психологічні фактори, які направляють, фільтрують та модерують людську поведінку. Установки,
 навколишнє середовище та соціальна взаємодія формують очікування про медіа та їх контент. Поведінка відповідає
 повідомленням медіа, які вже були відфільтровані соціально-психологічними чинниками, такими як особистість, соціальне положення та відносини,
 комунікативний потенціал та доступність каналу надходження медіа інформації.

- Засоби медіа конкурують із іншими формами комунікації та комунікаторами, такими як, наприклад, міжособистісне спілкування.
 Існує прямий зв'язок між особистісним спілкуванням та тим, що відбувається через засоби медіа. Рівень задоволення
 людських потреб засобами медіа різниться через соціально-психологічні передумови.

- Зазвичай людина є більш впливовою, ніж медіа у процесі комунікації, але не завжди. Індивідуальні особливості
 коригують характер та ефекти використання медіа. У результаті процесу комунікації медіа можуть впливати на індивідуальні
 та соціальні характеристики, а також на соціальні, політичні, культурні та економічні процеси всередині спільноти.

## Історія виникнення
Процес становлення підходу використання та задоволення розпочинається із досліджень 1940-х років, направлених на виявлення задоволень, що медіа приносить аудиторії. Серед робіт, що заклали початкову емпіричну основу для виникнення теорії, можна виділити, наприклад, дослідження:
- Теле-вікторин та задоволення, отриманого від прослуховування мильних опер (Герцог, 1942);
- Причин зацікавлення у прослуховуванні музики на радіо (Сачмен, 1942);
- Формування інтересу до коміксів серед дітей (Вульф, Фіске, 1949);
- Функцій читання газет (Берельсон, 1949) та інші.[5]

Однією з перших впливових теоретичних робіт про використання і задоволення від медіа була модель Лассвела (1948), яка розглядала, хто і як використовує які медіа та який ефект це споживання має. Згідно з Лассвелом, масовим медіа притаманні три функції, а саме: спостереження за навколишнім середовищем і взаємозв'язком подій, а також передача суспільного спадку. Пізніше Райт (1960) доповнив цей список четвертою функцією: наданням розваг. Ця модель стала тогочасною основою для дослідження задоволення, отриманого від споживання медіа, та мотивів його споживання.
Хоча підхід використання та задоволення згадується та використовується у наукових працях ще з 1960-х, першим ґрунтовним аналізом його основних положень, емпіричних напрацювань та теоретичної бази є робота Катца, Блумлера та Гуревіч (1974), вперше опублікована у Видавництві Оксфордського університету. У ній вчені стверджували, що дослідження у рамках розглянутого ними підходу концентруються в основному на семи об'єктах:
«(1) соціальному та психологічному походженню (2) потреб, які породжують (3) очікування від (4) мас-медіа або інших джерел, що приводить до (5) різних моделей споживання медіа, що в результаті веде до (6) задоволення згаданих вище потреб та (7) інших можливих наслідків».
Фактично, укріплення концепту використання та задоволення у науковому середовищі змінило акцент у дослідженнях медіа: якщо раніше основним об'єктом виступав вплив медіа-контенту на споживачів, то новий підхід концентрував свою увагу на тому, як споживачі використовують медіа-контент..

## Аналітичні рамки ТВЗ
Дослідження, що базуються на підході використання та задоволення, найчастіше концентрують увагу на мотивах індивідів, соціальних та психологічних передумовах, а також на когнітивних, атитюдних та поведінкових наслідках використання медіа.
Під мотивами розуміють загальні диспозиції, що впливають на дії індивідів, прийняті для задоволення потреб або бажань. ТВЗ досліджує мотиви з точки зору їх впливу на користування тими чи іншими медіа.
Соціальні та психологічні передумови також розглядаються як фактори, що впливають на користування медіа, та включають в себе соціально-демографічні дані (вік, стать, стан здоров'я, економічна забезпеченість тощо), а також ступінь соціальної активності, задоволеності життям та інші суб'єктивні оцінки.
Наслідки або ефекти використання медіа у контексті ТВЗ розглядаються не зовсім стандартно, адже однією з основних цього підходу є активна роль аудиторії при користуванні медіа, а не впливу медіа-інструментів на глядача. Леві та Уіндхол запропонували типологію аудиторної активності (добірливість, залученість та використання) у комбінації із різним часом замірювання цієї активності (до, під час та після споживання медіа), що дозволяє послабити тісний та складний із точки зору аналізу зв'язок між ефектом медіа та активністю аудиторії. Алан Рубін також обґрунтовує важливість типологізації активності користувачів медіа, однак пропонує два типи: інструментальний та ритуальний. Відповідно, при інструментальному орієнтуванні на користування медіа індивіда демонструватиме інтенсивнішу активність, в той час як за ритуального — інтенсивність зменшуватиметься.

### Медіазалежність
Одним з ефектів медіа на користувачів, який привернув велику увагу з боку прибічників ТВЗ, є явище залежності від медіа. Під залежністю мається на увазі надання значної переваги одному окремому засобу медіа, що задовольняє певні бажання та потреби користувача, а також відчуття дискомфорту та сумування за цим засобом у разі його зникнення із життя користувача. З точки зору підходу користування та задоволення залежність виникає через важливу функцію, яку виконує окремий засіб медіа у житті індивіда. При цьому чим менш вірогідним є виконання цієї функції за допомогою альтернативних практик, тим більшою виявлятиметься залежність та відчуття сумування.

## Напрямки досліджень
Серед досліджень у рамках теорії використання та задоволення Рубін виокремлює декілька основних напрямків:
1. Перший напрямок зосереджується на мотивах використання медіа та їхньої пов'язаності з атитюдами щодо медіа та поведінкою. В його межах розробляються типології мотивів
2. В межах другого напрямку порівнюються мотиви користування ЗМІ та нових (newer) медіа. Окрім аналізу власне Інтернету, дослідники також аналізують ефективність та відповідність нових комунікаційних технологій потребам та бажанням людей. Наприклад, споживачі з виразним мотивом потреби в інформації більше залучаються до взаємодії «людина-повідомлення» на вебсайтах, на відміну від людей зі сильнішими мотивами соціальної взаємодії, що обирають спілкування наживо.
3. Третій напрямок фокусується на різних соціальних та психологічних умовах використання медіа. В його контексті вчені досліджували роль життєвої позиції, стилю життя, особистість, самотність, ізоляцію, потребу у визнанні, релігійність, медіа депривацію тощо.
4. Сферою четвертого напрямку є винагороди, бажані та отримані під час використання ЗМІ. Дослідники загалом акцентують увагу на тому, як людські мотиви щодо використання медіа задовольняються. Саме в межах цього напрямку були розроблені транзакційна модель, модель невідповідності та модель тривалої вартості[en] для медіа використання та задоволення.
5. П'ятий напрямок зосереджується на сприйнятті стосунків, культивації, залученості, просоціальної взаємодії, задоволення та політичного знання. Так, згідно з результатами дослідження Харідакіса, такі характеристики спостерігача як «зняття заборони» (disinhibition) та досвід злочинів в минулому були сильнішими предикторами для агресії, аніж побачене по телебаченню насильство.[8]Більш того, індивіди з високим рівнем агресії обирають контент розмовних шоу, в якому зображується злість, шок чи упередження щодо жінок та, отримуючи задоволення від спостерігання приниження інших, використовують ці програми як засіб для соціальної інтеракції з іншими.[9]
6. Шостий напрямок включає в себе теоретичні розробки щодо поєднання теорії використання та задоволення.#В межах сьомого напрямку дослідники зосереджуються на методі, валідності та надійності у вимірюваннях мотивацій.

## ТВЗ у сучасному контексті
У своїй статті «Теорія використання та задоволення у ХХІ столітті» Том Ружейро стверджує, що, не дивлячись на складності прогнозу щодо наслідків активного розширення використання Інтернету, для послідовників ТВЗ дослідницькі питання залишаються незмінними як у теоретичній, так і у практичній частині. Однак він зазначає, що варто бути готовим для «модернізації» ТВЗ з урахуванням абсолютно нових медіа реалій
Підхід використання та задоволення зараз активно використовується для дослідження нових медіа, таких як Facebook, Twitter, Youtube.
Наприклад, Жижи Папакарісі досліджував, яким чином конструюється самість індивідів через Twitter, використовуючи контент-аналіз, і виявив, що найбільш популярною стратегією виступала гра.
У іншому дослідженні вчені намагались виділити мотиви, що спонукали користувачів Youtube дивитись та ділитись тими чи іншими жанрами відео.
Інтернет спростив доступ до надзвичайно великих об'ємів інформації, а також вивів комунікацію на інший рівень. Якщо взяти до уваги, що ТВЗ ставить у центр аудиторію і розглядає її як таку, що сама формує свій медіа-контент, то слід сказати, що сьогоднішнє положення медіа реалій є схожим на припущення послідовників ТВЗ більше, ніж коли-небудь.

## Критика
Критика стосовно теорії використання та задоволення спирається на наступні основні твердження:
1. ТВЗ бракує типологічної цілісності, що призводить до проблем із трактуванням та порівнянням результатів досліджень використання медіа;
2. У ТВЗ не має чіткої єдності у концептуалізації її центральних понять;
3. ТВЗ перебільшує активність та раціональність поведінки індивідів під час споживання медіа;
4. ТВЗ спирається на методи self-report[en], тобто такі, що надають надто велику свободу в інтерпретації респондентам під час збору даних.

Одним з найбільш суперечливих та критикованих постулатів ТВЗ є уявлення про активну аудиторію медіа. Критики зазначають, що для того, щоб визнати користувачів медіа активними (без чого ТВЗ існувати не може), слід проконтролювати, щоб:
- Вибір медіа має повністю контролюватись користувачем;
- Очікування щодо використання медіа мають базуватись на власних диспозиціях індивіда, досвіду соціальних інтеракцій та контекстуальних факторів.
- Користувачі медіа мають проявляти ціле-раціональну поведінку[10]

Також існує думка, що ТВЗ не повністю підпадає під необхідні характеристики повноцінної теорії, а скоріше схожа на методологічну та аналітичну стратегію у сфері досліджень медіа комунікацій.. Про необхідність глибшої теоретичної розробки концепту писали також і одні з засновників ТВЗ — Катц, Блумлер та Гуревич.
У 1980 рокі Палмгрін, Венер та Рєйберн, не задовольнившись рамками ТВЗ, у відповідь розробили підхід «Пошук задоволення — знаходження задоволення» (Gratification sought — gratification obtained — GS-GO), який відрізнявся від ТВЗ тим, що надавав значно більшої ролі очікуванням споживачів під час споживання медіа.